# Stazione di Ispica
La stazione di Ispica è una stazione ferroviaria posta sulla linea Caltanissetta Xirbi-Gela-Siracusa. Serve il centro abitato di Ispica.

## Storia
La stazione, in origine denominata "Spaccaforno", entrò in servizio il 23 dicembre 1891, all'attivazione del tronco ferroviario da Noto a Modica.
Successivamente assunse la denominazione attuale, in seguito al mutamento del toponimo.